# Bidingen
Bidingen är en kommun och ort i Landkreis Ostallgäu i Regierungsbezirk Schwaben i förbundslandet Bayern i Tyskland.
Kommunen ingår i kommunalförbundet Biessenhofen tillsammans med kommunerna Aitrang, Biessenhofen och Ruderatshofen.